# Jan von der Bank
Jan von der Bank (* 1967 im Saarland) ist ein deutscher Drehbuchautor, Schriftsteller und Segler. Er machte 1986 sein Abitur in Mainz. Jan von der Bank lebt in Eutin.

## Drehbuchautor
Nach seinem Studienabschluss in Architektur als Diplom-Ingenieur an der Muthesius Kunsthochschule Kiel 1992 arbeitete Jan von der Bank zunächst als freier Architekt. Über einen Talentwettbewerb der Bavaria Film für die Fernsehserie Gegen den Wind 1995 begann er als Drehbuchautor zu arbeiten. Für Gegen den Wind schrieb er zwischen 1995 und 1998 fünf Drehbücher. Ab 2000 folgten Arbeiten für die Serie Küstenwache, zu der von der Bank auch heute noch beiträgt. Weitere Drehbücher steuerte er zu Stolberg und Der Fahnder bei. 2001/2002 schrieb und produzierte von der Bank den 15-minütigen 16-mm-Kurzfilm Chinesische Büstenhalter, der von MiniMovie im Pay-TV übertragen wird. Erste Regieerfahrungen hatte er vorher bereits als Regieassistent in der Produktion der HeliCops – Einsatz über Berlin gesammelt. Auch das Drehbuch der NDR-Tatort-Folge Schichtwechsel, die erstmals am 28. März 2004 ausgestrahlt wurde, verantwortet von der Bank. Es war die zweite Folge des Kieler Tatorts mit Kommissar Klaus Borowski (gespielt von Axel Milberg), beim Debüt war von der Bank als Location Scout involviert. Seit 2012 schreibt er auch Drehbücher für die ZDF-Krimireihe Der Alte. Nach Angaben auf seiner Internetseite arbeitet von der Bank 2013 auch an Episoden für die ZDF-Fernsehserie Kripo Holstein – Mord und Meer, die zunächst unter dem Arbeitstitel Die Ostsee–Cops bekannt wurde.

## Schriftsteller
Im Frühjahr 2010 erschien von der Banks erster Roman Die Farbe der See im Ullstein-Verlag. Das Buch ist als Spionage-Thriller im Segelmilieu angesiedelt. Die Handlung spielt im Spätsommer 1939 zur Zeit des Kriegsbeginns; Ausgangspunkt der Handlung ist die Weltmeisterschaft der olympischen Segelklasse Starboot, die 1939 tatsächlich in Kiel ausgetragen wurde. Die erste Auflage des Buchs war bereits nach drei Wochen vergriffen. Die Farbe der See erschien Anfang 2011 in vierter Auflage.
Ein Jahr später erschien von der Banks zweiter Roman mit dem Titel Hundewache. Auch dieser Thriller steht in einem maritimen Kontext. Erzählzeit des Buchs ist die Gegenwart, die Handlung spielt auf dem Segelschulschiff der Deutschen Marine, der Gorch Fock. Die Filmrechte an Hundewache hat die UFA-Filmproduktion erworben. Das Drehbuch soll von der Bank selbst schreiben.
Zum Ende der Entstehungszeit des Buchs erhielt Jan von der Bank einige mediale Aufmerksamkeit durch die Kontroverse um die Ereignisse rund um die Fahrt der Gorch Fock im Herbst/Winter 2010. So wurde von der Bank von Onlineangeboten wie Segelreporter, von Print-, TV- und Hörfunkmedien interviewt, weil er selbst auf der Gorch Fock Wehrdienst geleistet hatte und durch die Recherche für seinen Roman auch aktuelle Zustände an Bord kannte.
Unausgesprochenen möglichen Vorwürfen der Vorteilnahme durch den Zusammenfall von Buchveröffentlichung und öffentlicher Gorch-Fock-Debatte begegnete von der Bank im Vorwort:

„Dieses Buch ist ein Thriller und rein fiktiv! Seine Story […] hat nichts […] mit den tödlichen Unglücksfällen der jüngeren Vergangenheit und der darauffolgenden Berichterstattung in den Medien zu tun. Als ich im Frühjahr 2010 begonnen hatte, an dieser Geschichte zu arbeiten, war das Segelschulschiff […] noch nicht zu seiner derzeitigen Reise ausgelaufen; als im Januar und Februar 2011 die tragischen Ereignisse des vorangegangenen Novembers für höchst kontroverse Diskussionen in den Medien sorgten, hatte ich das fertige Manuskript bereits beim Verlag abgegeben.“

Dennoch wurde in diesem Zusammenhang der Titel kurzfristig von Leichenfänger auf Hundewache geändert.

## Segelsport
Jan von der Bank ist der wohl erfolgreichste deutsche Segler im Contender. In dieser Einhand-Trapezjolle wurde er 2005 in Travemünde Weltmeister, 2007 gewann er in Medemblik/NL die Bronze-Medaille. Mit drei Siegen bei Deutschen Meisterschaften ist von der Bank zudem (geteilter) Deutscher Rekordmeister. Außerdem segelte er zwei Mal mit seiner Familie für mehrere Monate auf dem Mittelmeer. Als Grundwehrdienstleistender auf der Gorch Fock segelte von der Bank 1987 über den Atlantik.